# Carles Lloveras i Calvet
Carles Lloveras i Calvet (Vilanova i la Geltrú, 10 de febrer de 1961) és un ex atleta català especialitzat en curses de tanques.
Pel que fa a clubs, va defensar els colors del PPCD Vilanova i del Club Atletisme Vilanova. Es proclamà campió de Catalunya en sis ocasions, cinc en la prova de 110 metres tanques (1980, 1981, 1983, 1984, 1985) i una en triple salt (1982). En pista coberta guanyà dos campionats catalans i un d'Espanya en 60 metres tanques. Fou quatre vegades internacional amb la selecció espanyola. Un cop retirat fou entrenador d'atletes internacionals com Carme Blay, Carles Sala, Jesús Font, Toni Lanau, Javier Vega, Félix Belmar, Imma Clopés, Raquel Fraguas, Cristina Sanz, Janna Gourvanova. El seu germà Joan Lloveras i Calvet també fou atleta olímpic.
Adjunt de la R.F.E.A.  en 110 m.t. 1988-1924
Responsable de velocitat, tanques i relleus de la Federación catalana d´atletisme 2000-20012

## Palmarès
Campió de Catalunya
- 110 m tanques: 1980, 1981, 1983, 1984, 1985
- Triple salt: 1982
- 60 m tanques (pista coberta): 1984, 1985

Campió d'Espanya
- 60 m tanques (pista coberta): 1982